# Riste Naumov
Riste Naumov (* 14. dubna 1981, Štip) je bývalý severomakedonský fotbalista. Má za sebou i několik startů v severomakedonské fotbalové reprezentaci.
Do týmu českého mistra Slavie přestoupil v zimě 2009 z Viktorie Žižkov, kde v sezóně 2008/09 nastřílel 10 branek a stal se tak jedním z nejlepších střelců tohoto ligového ročníku. Ve Slavii podepsal dvouletou smlouvu s roční opcí.
13. března 2010 při zápase Slavia Praha – FK Teplice (0:0) byl po zákroku teplického hráče Martina Kleina odvezen přímo z hrací plochy sanitkou do nemocnice se zlomeninou holenní a lýtkové kosti, kde se ještě téhož dne v noci podrobil operaci.
Do konce sezony 2010/2011 už se v sestavě Slavie i kvůli dlouhé rehabilitaci neobjevil. Přestože mu bylo svoleno následně hledat si jiné angažmá, úspěch neměl a opět pokračoval ve Slavii, když začátkem listopadu 2011 poprvé od svého zranění nastoupil za divizní B-Tým v utkání proti FK Tachov.